# Guido di Pomposa
Guido di Pomposa, noto anche come Guido degli Strambiati (Ravenna, 970 – Fidenza, 31 marzo 1046), è stato un abate italiano del monastero benedettino di Pomposa.
È venerato come un santo dalla Chiesa cattolica. Giorno di festa è il 31 marzo.

## Biografia
Da giovane si dedicò allo studio delle arti liberali, senza alcuna intenzione di entrare nella Chiesa. Ma poi cambiò idea, fece un pellegrinaggio a Roma e lì, dopo aver ricevuto la tonsura, si trattenne nel clero locale. Andò in Terra Santa e al suo ritorno a Ravenna si ritirò a vita eremitica sotto la guida dell'eremita Martino, abate di Pomposa. 
Nel 1001 Guido divenne abate - o priore - del monastero di San Severo a Classe; quando l'abate Martino morì, probabilmente nel 1008, Guido gli successe come abate. 
Sotto la sua guida, il monastero fiorì e divenne uno dei più importanti del nord Italia, conoscendo un periodo di grande sviluppo, sia nella costruzione di nuovi edifici, che per l'influenza culturale e spirituale. Il numero dei monaci raddoppiò in fretta.
Collaborò con l'arcivescovo Gebeardo da Eichstätt nella riforma ecclesiastica, favorì l'attuazione della riforma nel campo della musica (tra i monaci a quel tempo vi era a Pomposa Guido d'Arezzo). 
Ottenne privilegi, beni e donazioni dai papi e dagli imperatori; intrattenne ottime relazioni anche con Bonifacio di Canossa. 
Invitato dall'imperatore Enrico III alla dieta di Pavia, Guido si mise in viaggio, ma si ammalò e morì a Borgo San Donnino (attuale Fidenza) il 31 marzo 1046. 

## Culto

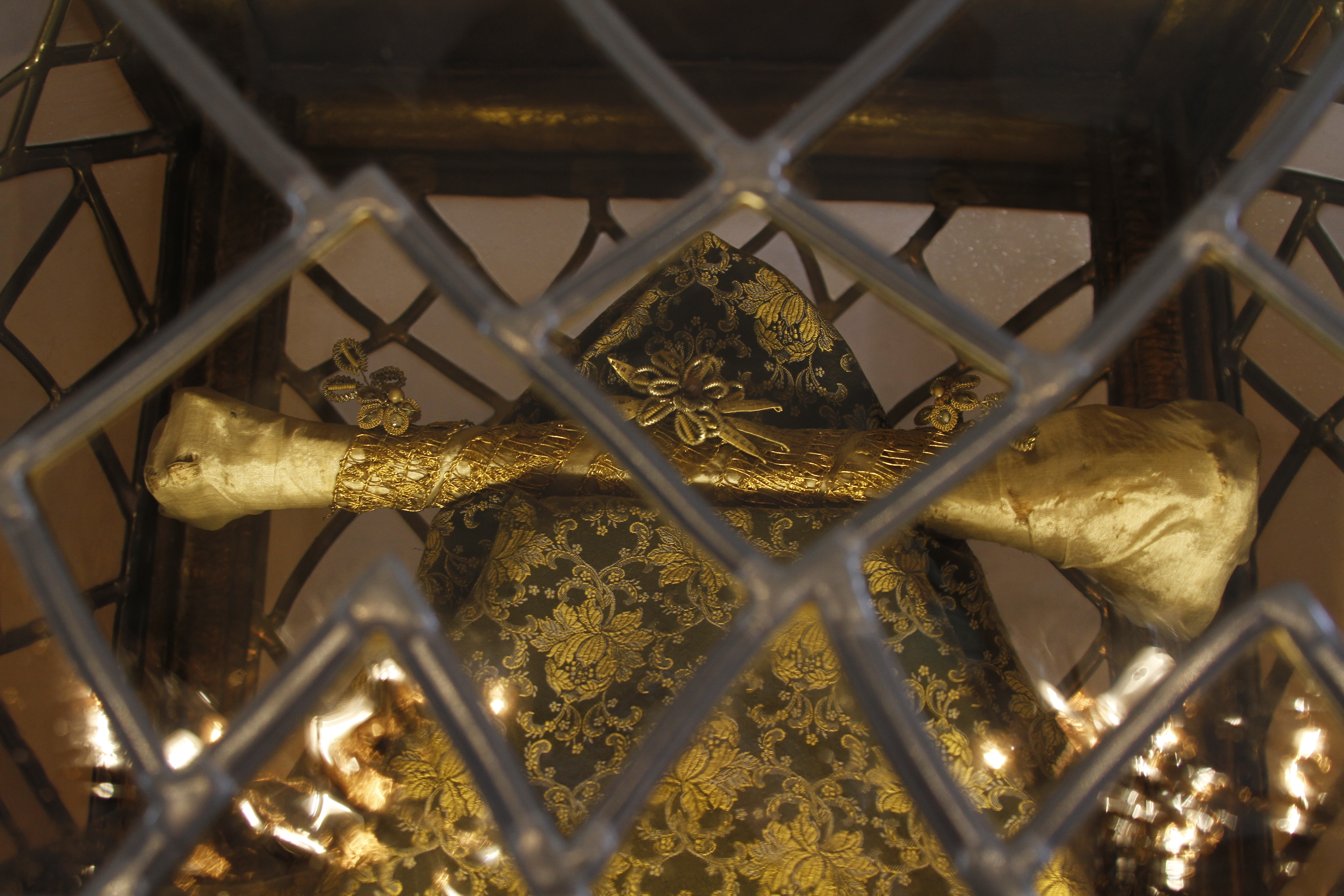
Reliquia.

Il suo corpo fu portato a Parma, e poi per volere di Enrico III fu traslato il 4 maggio 1047 in Germania a Spira dove fu costruito un monastero a lui intitolato sopra la sua tomba. Solo nel 1755 i monaci pomposiani di San Benedetto di Ferrara ottennero alcune reliquie del santo. 
Nel Martirologio Romano è ricordato il 31 marzo: «A Borgo San Donnino presso Parma, san Guido, abate del monastero di Pomposa, che, dopo avere radunato molti discepoli e ricostruiti edifici sacri, si dedicò con fervore alla preghiera, alla contemplazione e al culto divino e nell'eremo volle avere la mente rivolta solo a Dio.»